# Čazma
Čazma est une ville et une municipalité du Comitat de Bjelovar-Bilogora, en Croatie. Au recensement de 2001, la municipalité comptait 8 895 habitants, dont 96,75 % de Croates et la ville seule comptait 2 878 habitants.

## Localités
La municipalité de Čazma compte 36 localités :
| - Andigola - Bojana - Bosiljevo - Cerina - Čazma - Dapci - Dereza - Donji Draganec - Donji Dragičevci - Donji Lipovčani - Donji Miklouš - Gornji Draganec - Gornji Dragičevci - Gornji Lipovčani - Gornji Miklouš - Grabik - Grabovnica - Komuševac | - Marčani - Martinac - Milaševac - Novo Selo - Općevac - Palančani - Pavličani - Pobjenik - Pobrđani - Prnjarovac - Prokljuvani - Sišćani - Sovari - Suhaja - Vagovina - Vrtlinska - Vučani - Zdenčec |